# Liste der Biografien/Halu
Liste der Biografien |
Portal Biografien |
Personensuche
# |
A |
B |
C |
D |
E |
F |
G |
H |
I |
J |
K |
L |
M |
N |
O |
P |
Q |
R |
S |
T |
U |
V |
W |
X |
Y |
Z |
?
 
Ha |
Hd |
He |
Hi |
Hj |
Hk |
Hl |
Hm |
Hn |
Ho |
Hr |
Hs |
Ht |
Hu |
Hv |
Hw |
Hy
 
Haa |
Hab |
Hac |
Had |
Hae–Haf |
Hag |
Hah |
Hai |
Haj |
Hak |
Hal |
Ham |
Han |
Hao |
Hap |
Haq |
Har |
Has |
Hat |
Hau |
Hav |
Haw |
Hax |
Hay |
Haz
 
Hala |
Halb |
Halc |
Hald |
Hale |
Half |
Halg |
Halh |
Hali |
Halj |
Halk |
Hall |
Halm |
Halo |
Halp |
Hals |
Halt |
Halu |
Halv |
Halw |
Haly |
Halz
Die Liste der Biografien führt alle Personen auf, die in der deutschsprachigen Wikipedia einen Artikel haben. Dieses ist eine Teilliste mit 14 Einträgen von Personen, deren Namen mit den Buchstaben „Halu“ beginnt.

## Halu

### Halub
- Halubek, Jörg (* 1977), deutscher Organist, Cembalist, Dirigent und Hochschullehrer

### Halum
- Halumbirek, Josef (1891–1968), österreichischer Schachkomponist

### Halup
- Halupczok, Joachim (1968–1994), polnischer Radrennfahrer
- Halupka, Helmut (1948–2023), deutscher Politiker (SPD), MdL

### Halus
- Halusa, Arno (1911–1979), österreichischer Jurist, Beamter und Diplomat
- Halusa, Tezelin (1870–1953), österreichischer Zisterzienser und Schriftsteller
- Haluschka, Helene (1892–1974), französisch-österreichische Schriftstellerin
- Haluschko, Natalja (* 1971), belarussische Marathonläuferin
- Haluschko, Oleh (* 1996), ukrainischer Billardspieler
- Haluschtschenko, Herman (* 1973), ukrainischer Politiker, Energieminister der Ukraine
- Halušková, Romana (* 2003), slowakische Eishockeyspielerin

### Haluz
- Haluza, Daniela (* 1980), österreichische Medizinerin, Vortragende und Buchautorin mit Spezialisierung im Bereich Umweltmedizin und Public Health
- Haluza, Jan (1914–2011), tschechoslowakischer Leichtathletiktrainer
- Haluza, Rudy (1931–2021), US-amerikanischer Geher